# Rudolf Kelterborn
Rudolf Kelterborn (ur. 3 września 1931 w Bazylei, zm. 24 marca 2021 tamże) – szwajcarski kompozytor.

## Życiorys
W latach 1950–1952 uczył się w Musik-Akademie w Bazylei u Gustava Güldensteina i Walthera Geisera (kompozycja), Waltera Müllera von Kulma (teoria) oraz Alexandra Krannhalsa (dyrygentura). Studiował też muzykologię na Uniwersytecie Bazylejskim u Jacques’a Handschina. Po ukończeniu studiów pobierał prywatnie lekcje dyrygentury u Igora Markevitcha oraz kompozycji u Willy’ego Burkharda i Borisa Blachera. W 1955 roku odbył dodatkowe studia z kompozycji na Nordwestdeutsche Musikakademie w Detmold u Wolfganga Fortnera i Güntera Bialasa. W 1956 i 1960 roku był uczestnikiem Międzynarodowych Letnich Kursów Nowej Muzyki w Darmstadcie.
W latach 1955–1960 wykładał teorię w Musik-Akademie w Bazylei, następnie od 1960 do 1968 roku był wykładowcą teorii i kompozycji w Nordwestdeutsche Musikakademie w Detmold. W latach 1968–1975 i 1980-1983 wykładał w Musikhochschule w Zurychu. Od 1969 do 1974 roku pełnił funkcję redaktora naczelnego „Schweizerische Muzikzeitung”. W latach 1974–1980 był szefem działu muzycznego Schweizer Radio DRS. Od 1980 do 1983 roku wykładał teorię i kompozycję w Staatliche Hochschule für Musik w Karlsruhe. Prowadził seminaria w Stanach Zjednoczonych, Wielkiej Brytanii, ZSRR i Japonii. W 1984 roku otrzymał nagrodę Schweizerischer Tonkünstlerverein i nagrodę artystyczną miasta Bazylei.

## Twórczość
W początkowym okresie swojej twórczości czerpał z różnorodnych prądów stylistycznych, z czasem zaadaptował technikę dodekafoniczną, której reguł nie traktował jednak ortodoksyjnie. W latach 60. XX wieku wypracował własny styl, oparty na wyróżnieniu w dziele dwóch ściśle związanych, równorzędnych płaszczyzn – uchwytnych bezpośrednio zjawisk dźwiękowych oraz konstytuujących wewnętrzną formę materiału struktur serialnych. W swojej twórczości czerpał z dokonań awangardy, dystansując się jednak od jej skrajnych zjawisk.
Był autorem prac Zum Beispiel Mozart. Ein Beitrag zur musikalischen Analyse (Bazylea 1981), Musik im Brennpunkt. Positionen – Analysen – Kommentare (Kassel 1988), Analyse und Interpretation. Eine Einführung anhand von Klavierkompositionen (Winterthur 1993).

## Kompozycje
(na podstawie materiałów źródłowych)

### Utwory orkiestrowe
- 4 symfonie (I 1966–1967, II 1969–1970, III Espansioni na baryton, orkiestrę i taśmę 1974–1975, IV 1985–1986)
- Suita na instrumenty dęte blaszane, perkusję i smyczki (1954)
- Sonata na 16 instrumentów smyczkowych (1955)
- Mouvements (1957)
- Canto appassionato (1958)
- Concertino na fortepian, 2 perkusje i smyczki (1958–1959)
- Kammersinfonie I na skrzypce, 10 instrumentów dętych, harfę i smyczki (1960)
- Variationen na obój i smyczki (1960)
- Lamentationes na smyczki (1961)
- Scènes fugitives na flety proste altowe lub sopranino i orkiestrę (1961)
- Vier Nachtstücke na orkiestrę kameralną (1963)
- Kammersinfonie II na smyczki (1964)
- Musik na klarnet i smyczki (1965–1966)
- Phantasmen (1965–1966)
- Sonata sacra na instrumenty dęte blaszane (1965–1966)
- Miroirs (1966)
- Traummusik na małą orkiestrę (1971)
- Kommunikationen na 6 grup orkiestrowych (1971–1972)
- Changements (1972–1973)
- Nuovi canti na flet i orkiestrę kameralną (1973)
- Tableaux encadrés na 13 instrumentów smyczkowych (1974)
- Szene na 12 wiolonczel (1977)
- Erinnerungen an Orpheus (1977–1978)
- Visions sonorés (1979)
- Chiaroscuro: Canzoni (1979–1980)
- Musica luminosa (1983–1984)
- Sonatas na instrumenty dęte (1986)
- Musik na kontrabas i orkiestrę (1986–1987)
- Rencontres na fortepian i orkiestrę (1991–1992)
- Namelos na zespół orkiestrowy i dźwięki elektroniczne (1996)
- 4 Movements na orkiestrę (1997)
- Passions na smyczki (1998)

### Utwory kameralne
- 5 kwartetów smyczkowych (I 1954, II 1956, III 1962, IV 1968–1970, V 1989)
- Kammermusik na flet, skrzypce i fortepian (1957)
- Fünf Fantasien na flet poprzeczny, wiolonczelę i klawesyn (1958)
- Sieben Bagatellen na kwintet dęty (1958)
- Lyrische Kammermusik na klarnet, skrzypce i altówkę (1959)
- Varianti na 6 instrumentów (1959)
- Sonata na obój i klawesyn (1960)
- Esquisses na klawesyn i perkusję (1962)
- Meditationen na 6 instrumentów dętych (1963)
- Musik na skrzypce i gitarę (1964)
- Vier Miniaturen na obój i skrzypce (1964)
- Fantasia à tre na trio fortepianowe (1967)
- Moments musicaux na fagot i fortepian (1967)
- Incontri brevi na flet i klarnet (1967)
- Oktet na klarnet, róg, fagot, 2 skrzypiec, altówkę, wiolonczelę i kontrabas (1969)
- Vier Stücke na klarnet i fortepian (1969)
- Inventionen und Intermezzi na 2 viole da gamba i klawesyn (1969)
- Neuen Momente na altówkę i fortepian (1973)
- Reaktionen na altówkę i fortepian (1973–1974)
- Kammermusik na flet lub flet piccolo, obój, klarnet, róg i fagot (1974)
- Consort-Music na flet lub flet piccolo lub flet altowy, klarnet lub klarnet basowy, trąbkę i kwartet smyczkowy (1975)
- 7 Minute Play na flet i fortepian (1976)
- Monodie I na flet i harfę (1977)
- Trio na flet, obój i fagot (1980)
- Notturni na wiolonczelę i kontrabas (1981)
- Musik na 6 perkusji (1983–1984)
- 6 Short Pieces na flet, altówkę i gitarę (1984)
- Sonata wiolonczelowa (1985)
- Escursioni na flet, wiolonczelę i klawesyn (1988–1989)
- Trio smyczkowe (1995–1996)
- Ensemble-Buch III na 10 instrumentów (1997)

### Utwory wokalne i wokalno-instrumentalne
- Elegie na alt, obój, altówkę, perkusję i klawesyn (1955)
- Missa na sopran, tenora, chór i orkiestrę (1958)
- Canta profana na baryton, chór i 13 instrumentów (1959–1960)
- Die Flut na recytatora, sopran, alt, tenora, baryton, chór i orkiestrę (1963–1964)
- Kana/Auferstehung na baryton, 2 skrzypiec i organy (1964)
- Der Traum meines Lebens verdämmert na mezzosopran, flet, 2 klarnety lub klarnet basowy, harfę i kwartet smyczkowy (1964)
- Tres cantiones sacrae na chór (1967)
- Fünf Madrigale na sopran, tenora i orkiestrę (1967–1968)
- Dies unus na sopran, chór męski i orkiestrę (1971–1972)
- Drei Fragmente na chór (1973)
- Gesänge zur Nacht na sopran i orkiestrę kameralną (1978)
- Fünf Gesänge na chór, klarnet, róg, trąbkę i puzon (1980–1981)
- Schlag an mit deiner Sichel na 4 głosy i instrumenty renesansowe (1981–1982)
- Lux et tenebrae na sopran, baryton, chór męski i orkiestrę (1986–1987)
- Gesänge der Liebe na baryton i orkiestrę (1987–1988)
- Ensemble-Buch I na baryton i zespół kameralny (1990)
- Ensemble-Buch II na mezzosopran i zespół kameralny (1992–1994)

### Opery
- Die Erretung Thebens (1960–1962, wyst. Zurych 1963)
- Kaiser Jovian (1964–1966, wyst. Karlsruhe 1967)
- Ein Engel kommt nach Babylon (1975–1976, wyst. Zurych 1977)
- Der Kirschgarten (1979–1981, wyst. Zurych 1984)
- Ophelia (1982–1983, wyst. Schwetzingen 1984)
- Die schwarze Spinne (1984)
- Julia (1989–1990)

### Balety
- Relations (1973–1974, wyst. Berno 1975)